# IBM 3101

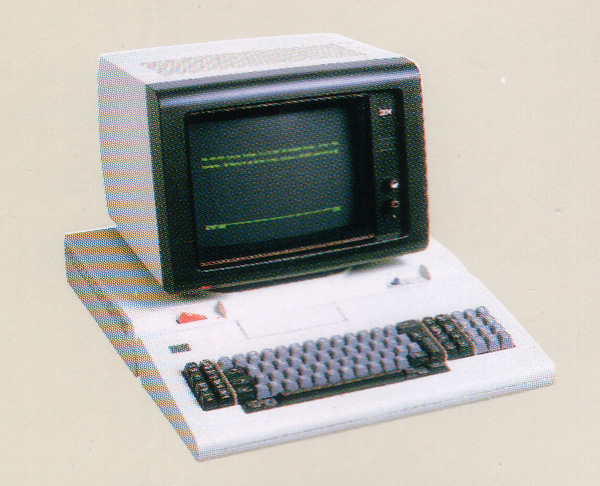
IBM 3101 Display Station

La IBM 3101 ASCII Display Station y los productos posteriores de IBM, las 3151/315X y las 3161/316X, eran terminales de visualización con comunicación serial asíncrona (señalización de inicio y parada) que se usaban con una variedad de computadoras IBM y no IBM durante las décadas de 1980 y 1990, especialmente los terminales de procesamiento de datos en computadoras que no son minicomputadoras no IBM, IBM Series/1 e IBM AIX.

## Modelos

### IBM 3101
La estación de visualización IBM 3101 ASCII apareció en 1979. Presentaba:
- Pantalla CRT de fósforo verde de 12 pulgadas
- 24 líneas de 80 caracteres
- Teclado ASCII (inglés estadounidense, belga, danés, finlandés, francés, alemán, italiano, katakana japonés, noruego, portugués, español, sueco, francés suizo, alemán suizo, inglés británico)
- Comunicación asíncrona: interfaz EIA RS-232C para corta distancia; Interfaz EIA RS-422 para distancias más largas
- Tasas de baudios de 200/300 a 19.200 (bps)

Inusualmente para las prácticas de IBM en ese momento, también:
- Utilizó varias tecnologías que no son de IBM
- Configuración inicial requerida por el usuario
- Consistió en varios tipos de pantallas, teclados y lógica
- Se reparaba solo en los locales de servicio de IBM
- Permitía diagnósticos realizados por el usuario, a través de la Guía de determinación de problemas almacenado en el teclado
- Se podía comprar (con descuentos por volumen) pero no alquilar

El IBM 3101 se usó en una variedad de computadoras IBM y no IBM. Como pantalla de comunicación asíncrona, compitió con productos de Digital Equipment Corporation (por ejemplo, el VT100), Wyse Technology (por ejemplo, modelos 50/60/70), Applied Digital Data Systems (por ejemplo, el ADDS Viewpoint) y otros. A menudo se usaba como terminal de procesamiento de datos en minicomputadoras que no eran de IBM y en la IBM Series/1.

#### Impresora IBM 3102
La impresora de matriz de puntos IBM 3102 usaba tecnología de impresión de papel térmico y podía conectarse al puerto auxiliar de la IBM 3101. Admitía 80 caracteres de matriz de puntos de 5x7 por línea, 6 líneas por pulgada y generaba 40 caracteres por segundo.

### IBM 3161/3163

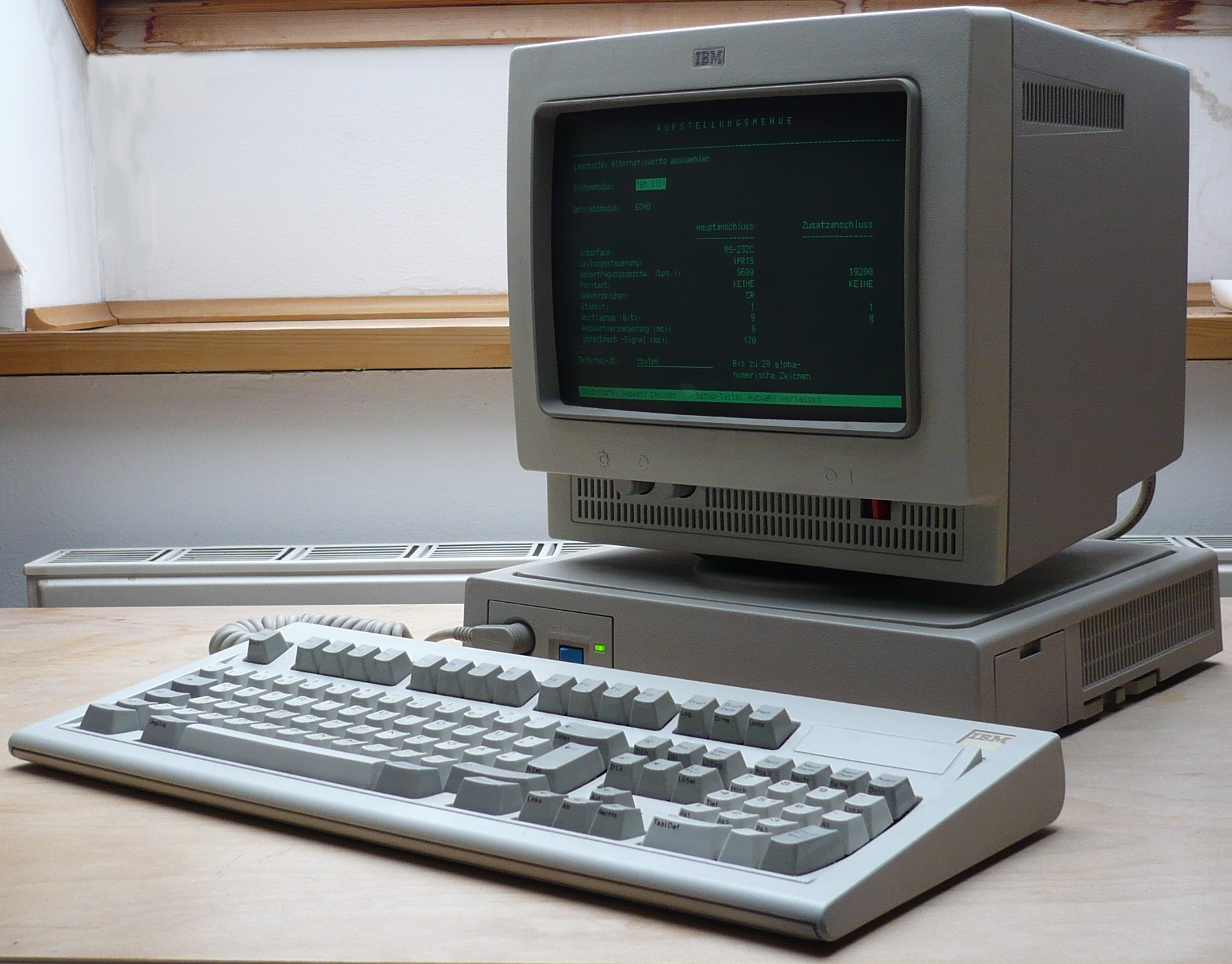
Terminal IBM 3161, mostrando la pantalla de configuración en alemán.

Las IBM 3161/3163 ASCII Display Stations (estaciones de visualización ASCII) de IBM estuvieron disponibles en 1985 y presentaban:
- Pantalla CRT monocromáticas de 12 pulgadas (3161) o 14 pulgadas (3163)
- Tarjetas opcionales para emular otros terminales de visualización ASCII: ADDS Viewpoint, Hazeltine 1500, Lear Siegler ADM-3A y ADM 5, y TeleVideo 910.

### IBM 3164
La IBM 3164 Color ASCII Display Station, disponible en 1986, presentaba una pantalla CRT monocromática verde, ámbar o blanca de 14 pulgadas.

### IBM 3151

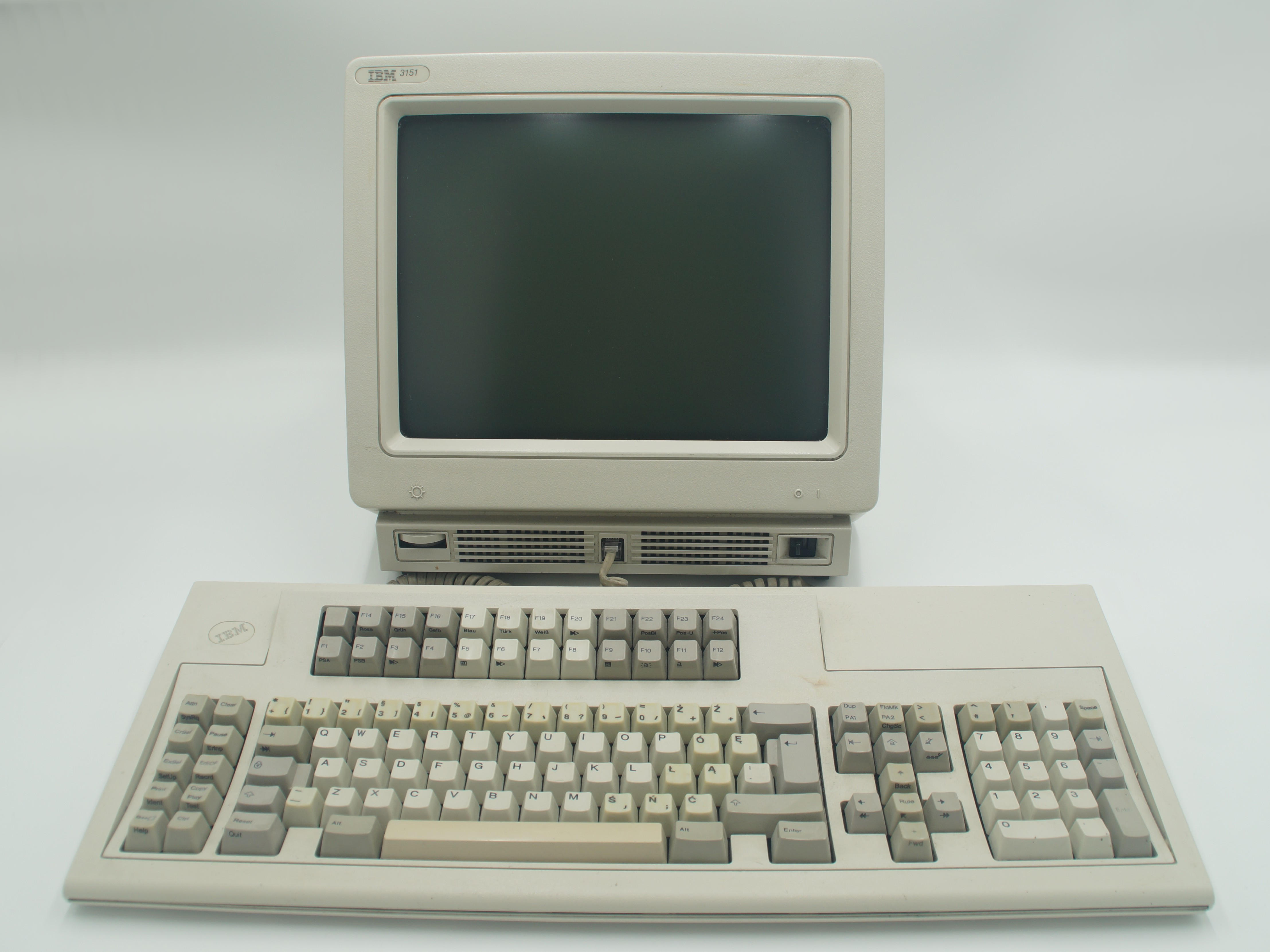
IBM 3151 con un teclado polaco no estándar

La IBM 3151 ASCII Display Station estuvo disponible en 1987 e incluía:
- Pantalla CRT verde, ámbar o blanca de 14
- 24 líneas de 80-132 caracteres cada una
- Pantalla con lógica y teclado
- Emulación opcional de otros terminales, como ser Lear Siegler ADM-3A, ADM-5, ADDS Viewpoint A2, Hazeltine 1500, Televideo TVI-910/910+, TVI-912, TVI-920, TVI-925, TVI-925E e IBM 3101 ASCII.
- Modo de funcionamiento de bloques ASCII (excepto los modelos 51 y 61, que eran similares a los IBM 3270 EBCDIC).

En 1988, el 3151 le ganó a la subsidiaria japonesa de IBM un premio Good Design Product Award del Instituto Japonés de Promoción del Diseño.

### IBM 3152
La IBM 3152 Color ASCII Display Station estuvo disponible en 1992 en países de Europa, Medio Oriente y África. Incluía:
- Teclado ASCII (inglés estadounidense, belga, danés, finlandés, francés, alemán, italiano, griego, noruego, portugués, español, sueco, francés suizo, alemán suizo o inglés británico)
- Teclado PS/2 (inglés estadounidense, belga, bosnio, checo, danés, holandés, finlandés, francés, alemán, italiano, griego, húngaro, noruego, polaco, portugués, rumano, ruso, eslovaco, Slv/croata/Sl, español, sueco,  suizo francés, suizo alemán, turco F, turco Q, hebreo o inglés británico)

### IBM 3153
La IBM 3153 InfoWindow II Color ASCII Display Station estuvo disponible en 1993. De manera similar a la serie de terminales NCR (Boundless Technologies) 2900, podía usarse con cajas registradoras y sistema de monitor de cocina.

## Desarrollo, fabricación y usuarios
Las series IBM 3101/315x/316x fueron desarrolladas por los laboratorios de desarrollo de productos de comunicación de IBM en Fujisawa y Yamato, Japón; luego por el departamento de desarrollo de IBM en la Greenock, Escocia. Fueron fabricados en el Research Triangle Park de IBM en Carolina del Norte, Estados Unidos, para la América y Asia/Pacífico; y en Greenock para otros países.
Se utilizaron como terminales de procesamiento de datos de entrada/salida en muchas minicomputadoras, especialmente IBM Series/1 e IBM AIX, para aplicaciones comerciales, gubernamentales y militares.

## Legado
La serie 31** formó la base de otras varias estaciones de visualización de IBM de bajo costo, incluida la 3104 para el IBM 8100; el 5291 en la serie de terminales IBM 5250 para el IBM System/36; la pantalla 4980 para la IBM Series/1; y la pantalla 3178 en la serie de terminales IBM 3270 para el IBM System/370.